# Толлмаш, Лайонел, 4-й граф Дайсарт
Лайоне́л То́ллмаш, 4-й граф Дайсарт (англ. Lionel Tollemache, 4th Earl of Dysart; 1 мая 1708 — 10 марта 1770) — британский аристократ и политический деятель, 4-й граф Дайсарт (1727—1770).

## Биография
Лайонел Толлмаш был сыном Лайонела Толлмаша, лорда Хантингтауэра и его супруги Генриетты Кавендиш, незаконной дочери Уильяма Кавендиша, 2-го герцога Девонширского от Мэри Хенидж. Когда Лайонелу было около 4 лет, умер его отец и он стал носить титул отца, как лорд Хантингтауэр.
После смерти своего деда, унаследовал его богатые поместья и титулы графа Дайсарт и баронета из Хелмингем-холла. В 1729 году он был избран высшим стюардом из Ипсуича, должность которого занимал до конца жизни.
Скончался 10 марта 1770 года в возрасте 61 года, был похоронен в Хелмингеме.

## Семья

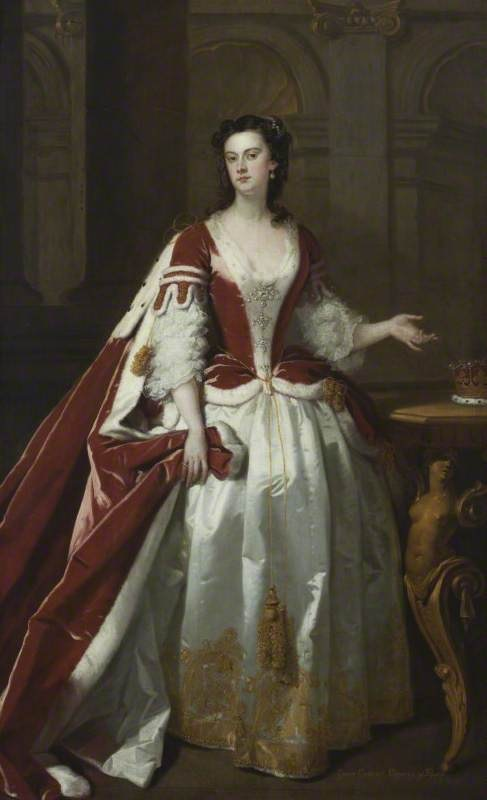
Портрет леди Грейс Катерет, графини Дайсарт

22 июля 1729 года женился на Грейс Картетет, дочери Джона Картерета, 2-го графа Гренвиль, и его первой жены Фрэнсис Уорсли. У супругов было 16 детей, 8 из которых дожили до совершеннолетия:
- Леди Грейс Толлмаш (9 апреля 1732 — 10 мая 1736);
- Лайонел Толлмаш  (6 августа 1734 — 20 февраля 1799), 5-й граф Дайсарт (1770—1799);
- Леди Фрэнсис Толлмаш (ок. 1738 – 18 декабря 1807);
- Уилбрахам Толлмаш ( 21 октября 1739 — 9 марта 1821), 6-й граф Дайсарт (1799—1821);
- Леди Кэтрин Толлмаш (6 октября 1740 — 24 мая 1751);
- Дост. Джордж Толлмаш (14 марта 1744 – 13 ноября 1760), служил на Королевском флоте, погиб после падения с бизань-мачты на корабле HMS Modeste;
- Луиза Толлмаш (2 июля 1745 — 22 сентября 1840), 7-я графиня Дайсарт (1821—1840). Она вышла замуж за политика Джона Меннерса[англ.], в браке было 10 детей;
- Дост. Джон Толлмаш (3 октября 1748 – 25 сентября 1777), капитан Королевского флота, был убит на дуэли с подполковником Лоутером Пеннингтоном[англ.];
- Леди Джейн Толлмаш (26 марта 1750 – 28 августа 1802), была два раза замужем;
- Дост. Уильям Толлмаш (22 марта 1751 – 16 декабря 1776), лейтенант Королевского флота, погиб на корабле HMS Repulse во время урагана у Бермудских островов.